# 小行星25095
小行星25095（25095 Churinov）是一颗绕太阳运转的小行星，为主小行星带小行星。该小行星于1998年9月19日发现。

## 轨道参数
小行星25095的轨道半长轴为363 001 677 km，2.4264818 UA，离心率为0.147。